# Педагогічна психологія
Педагогічна психологія (англ. Educational psychology; фр. Psychologie de l'éducation; ісп. Psicología de la educación)  — галузь психологічної науки, яка досліджує психологічні проблеми виховання й навчання особистості — основних механізмів спрямованої соціалізації людини.
Предметом педагогічної психології є дослідження психологічних закономірностей процесу спрямованої соціалізації, тобто перетворення біологічної істоти в людську особистість у соціальному, спеціально організованому середовищі.

## Структура педагогічної психології

### Зв'язок педагогічної психології з іншими науками
Педагогічна психологія має певну структуру, до її складу входять: психологія виховання і самовиховання; психологія навчання; психологія педагогічної діяльності та особистості учителя. Виховання і навчання в тій чи іншій мірі є предметом дослідження різних наук: філософії, соціології, історії, педагогіки та загальної психології. Філософія розглядає питання виховання під кутом зору становлення в людині власне людських рис; соціологічні аспекти освіти охоплюють структуру та зміст діяльності різних соціальних груп та інститутів, що виконують виховні і навчальні функції, будучи частиною системи освіти; історичні проблеми освіти охоплюють становлення і перетворення навчально-виховних інститутів; цілей, змісту і методів навчання і виховання в різні історичні епохи. Але, звичайно, найбільше з проблематикою навчання і виховання пов'язані педагогіка та психологія.

### Педагогічний процес
Педагогіка розглядає цілі і завдання навчання і виховання дітей, його засоби і методи, способи їх реалізації на практиці. Одночасно з цим предметом педагогічних досліджень є так само загальний актуальний зміст освіти. Що ж до особистості учня, індивідуальних психологічних особливостей вчителя, взаємин між учителем (вихователем) і дитиною, то це є предметом спеціального, уважного і детального вивчення в психології.
Психологічною підставою педагогічного процесу є:
1. Теорії особистості (З. Фрейд, С. Л. Рубінштейн, Г. Олпорт, К. Левін, Е. Фромм, Л. І. Божович);
2. Теорія діяльності (О. М. Леонтьєв, С. Л. Рубінштейн);
3. Вікова психологія (психологія розвитку);
4. Теорії навчання (висхідні до біхевіоризму);
5. Психологія пізнавальних процесів (когнітивна психологія, гештальтпсихології, психологія мови);
6. Психологія індивідуальних відмінностей (темперамент, характер, здібності);
7. Соціальна психологія колективів, спілкування і особистості;
8. Інженерна психологія (взаємодія людини з ТЗН, ЕОМ);
9. Культурно-історична теорія (Л. С. Виготський);
10. Системний підхід у психології (В. М. Бехтерєв, М. Вертгеймер, Б. Г. Ананьєв, Б. Ф. Ломов);
11. Нейропсихологія (О. Р. Лурія);
12. Психодіагностика;
13. Порівняльна психологія;
14. Гуманістична психологія;
15. Психотерапія.